# 12788 Shigeno
12788 Shigeno è un asteroide della fascia principale. Scoperto nel 1995, presenta un'orbita caratterizzata da un semiasse maggiore pari a 2,3464008 UA e da un'eccentricità di 0,2401736, inclinata di 6,13173° rispetto all'eclittica.